# RBS-70
RBS-70 (Robotsystem 70) е шведски преносим зенитно-ракетен комплекс, разработен от Сааб Бофорс Дайнамикс. Приет е на въоръжение през 1977. RBS-70 е ефективен и лесен за поддръжка, но е по-трудно преносим в сравнение с американския Стингър или руската Игла. За сметка на теглото и сравнително големия си размер, RBS-70 може да се използва ефективно във всякви климатични условия без предварителна подготовка. Теглото на целия комплекс е 15 килограма, дължината му е 1,3 метра. Стандартният вариант има обсег до 6 км с таван на полета от 3 км. Бойната глава е с тегло 1 кг. Насочването става посредством лазерен лъч, което е необичайно за ПЗРК. Лазерното насочване може да осигури много по-голяма точност и вероятност за директно попадение, но задържането му върху целта е много трудно и се изисква много умение от страна на оператора. RBS-70 е на въоръжение в Австралия, Аржентина, Бангладеш, Бахрейн, Бразилия, Венецуела, Индонезия, Иран, Ирландия, Латвия, Литва, Мексико, Норвегия, ОАЕ, Пакистан, Сингапур, Тайланд, Тунис, Финландия, Чехия и Швеция.